# 褐澤鱔
褐澤鱔，又稱褐勾吻鯙，為輻鰭魚綱鰻鱺目鯙亞目鯙科的其中一種，分布於西大西洋區，從百慕達群島、美國佛羅里達州南部至南美洲北部；東大西洋區，從塞內加爾至加彭海域，棲息深度1-60公尺，體長可達100公分，為底棲性魚類，生活在水淺的珊瑚礁、岩礁區，屬肉食性，生活習性不明，可作為食用魚。

## 擴展閱讀
維基物種上的相關：褐澤鱔